# Narodowe Muzeum Sztuk Pięknych im. Szalwy Amiranaszwilego
Narodowe Muzeum Sztuk Pięknych im. Szalwy Amiranaszwilego (gruz. ხელოვნების სახელმწიფო მუზეუმი) – muzeum w Tbilisi, w Gruzji, znajdujące się pod zarządem Gruzińskiego Muzeum Narodowego. Mieści się w nim około 140 tysięcy eksponatów reprezentujących sztukę gruzińską, ormiańską, rosyjską i europejską.

## Historia
Muzeum zostało założone pod nazwą Galeria Narodowa w 1920 roku. W 1932 roku nastąpiła reorganizacja placówki, w wyniku której nadano jej nową nazwę – Muzeum Sztuk Pięknych. We wnętrzach muzeum prezentowano wówczas zbiory przekazane między innymi przez Towarzystwo Historyczno-Etnograficzne i Uniwersytet w Tbilisi. W 1933 roku siedziba muzeum została przeniesiona na ulicę Rustawelis Gamziri, na miejsce XIII-wiecznego kościoła Metechi. Pierwszym dyrektorem muzeum został Dmitrij Szewardnadze. W 1945 roku, dzięki zabiegom historyka Ekwtime Takaiszwilego, do Gruzji powróciły, wysłane w 1921 roku do Francji przez rząd Mienszewików, skarby narodowe. Umieszczono je w Muzeum Sztuk Pięknych.
W 1950 roku muzeum przekazano budynek dawnego seminarium teologicznego. Dalszy rozwój placówki związany był z działalnością jej kolejnego dyrektora – Szalwy Amiranaszwilego. Po śmierci Amiranaszwilego muzeum zostało nazwane jego imieniem. W 2004 roku zostało włączone do Gruzińskiego Muzeum Narodowego.

## Kolekcja
W zbiorach muzeum znajdują się między innymi dzieła współczesnych gruzińskich malarzy, takich jak Lado Gudiaszwili i Dawit Kakabadze. Ponadto kolekcja zawiera obrazy artystów rosyjskich, między innymi Piotra Konczałowskiego, Iwana Szyszkina, Konstantina Korowina, Zinaidy Serebriakowej oraz Walentina Sierowa, a także zachodnioeuropejskich, w tym Jorisa van Sona, Honoré Daumiera, Pietera Snyersa, Jacoba van Ruisdaela, Jana Steena oraz Guido Reniego. W muzeum prezentowane są też barwne gruzińskie miniatury z XI–XIII wieku, zabytki hafciarskie, ikony i płaskorzeźby.

## Galeria

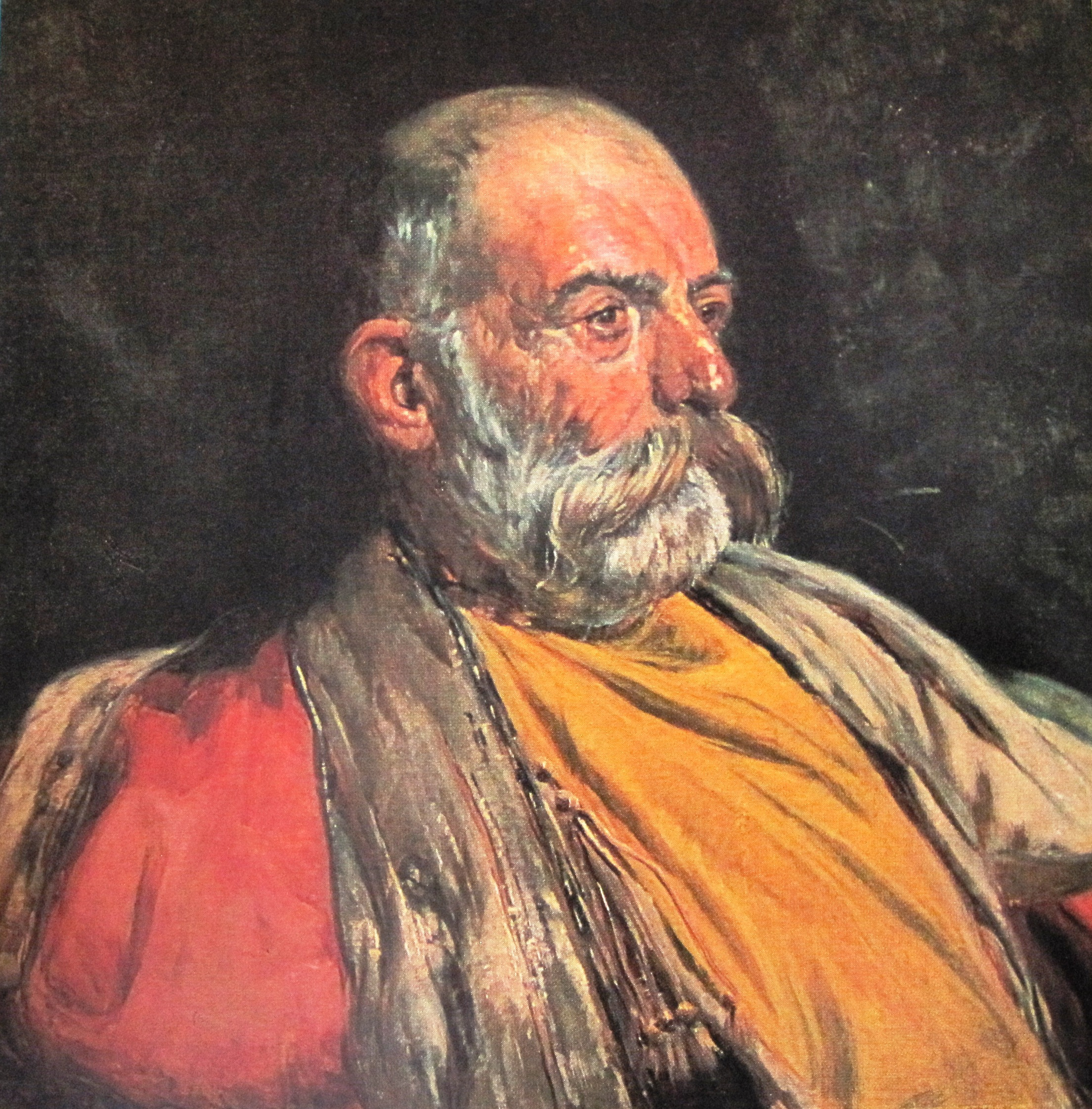
Gigo Gabaszwili, Portret Księcia
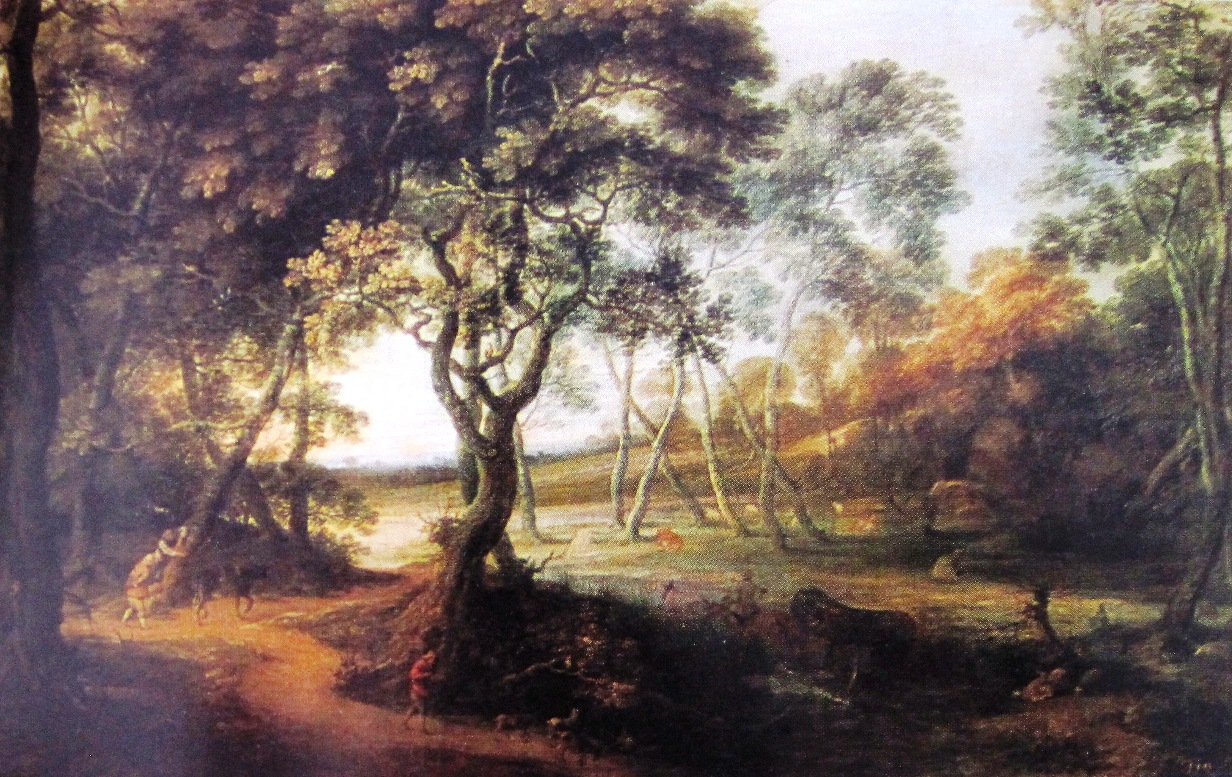
Pieter Snyers, Krajobraz
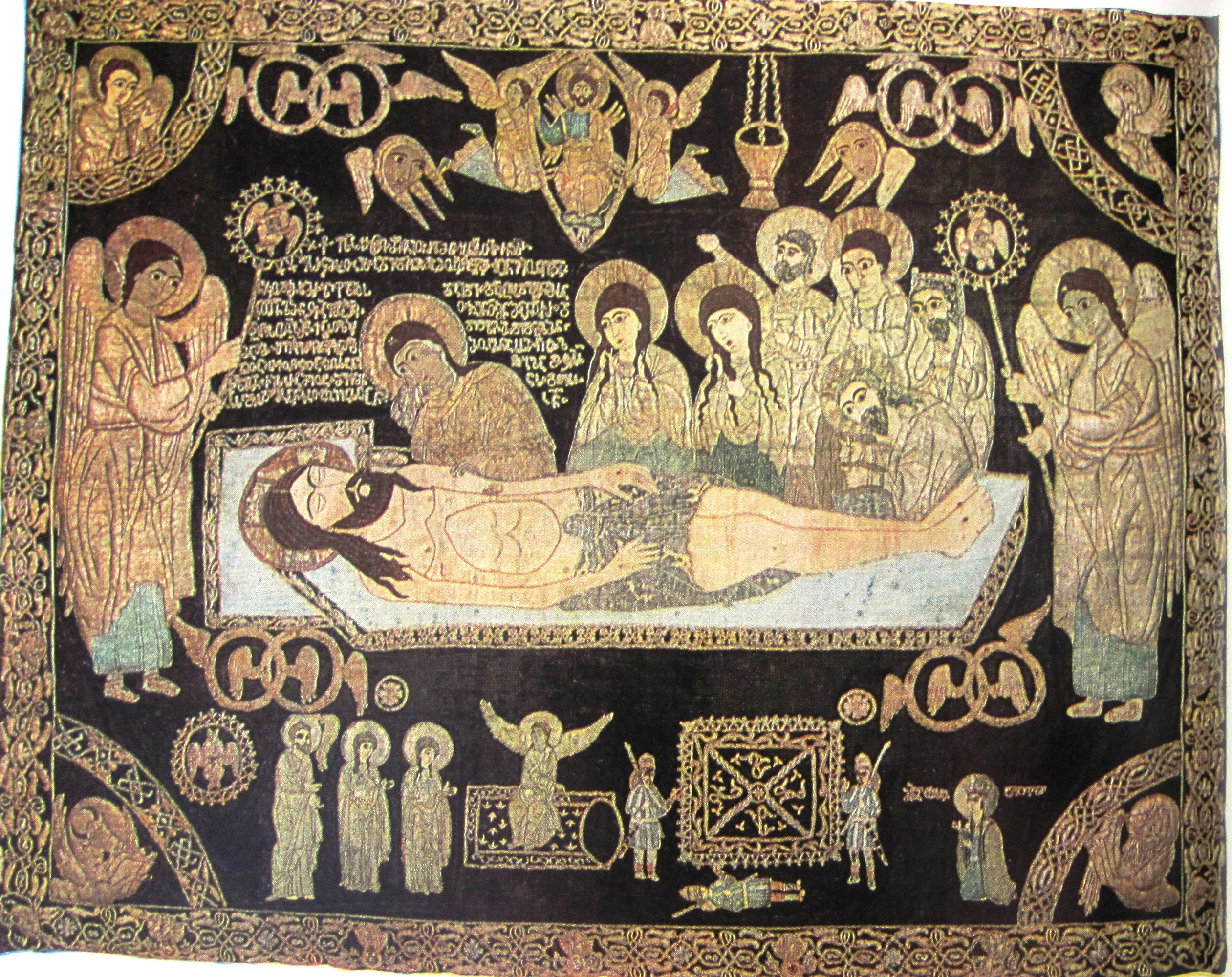
Złożenie Chrystusa do grobu, haft z XVII wieku
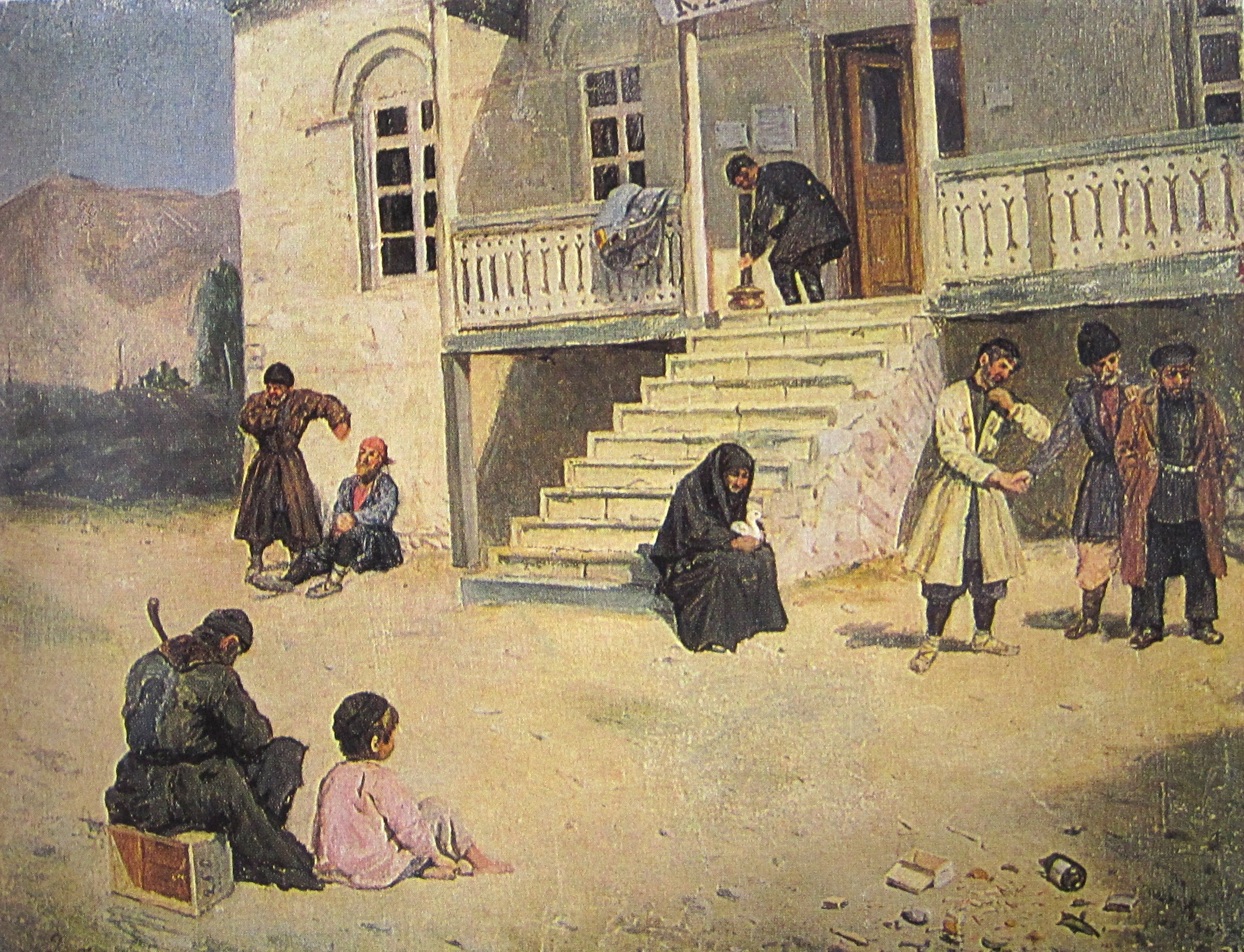
Aleksander Mrewliszwili, W wiosce Chancellery